# 1947 a tudományban
Az 1947. év a tudományban és a technikában.

## Díjak
- Nobel-díjak
  - Fizikai Nobel-díj: Edward Victor Appleton
  - Fiziológiai és orvostudományi Nobel-díj: Carl Ferdinand Cori, Gerty Cori, Bernardo Houssay
  - Kémiai Nobel-díj: Robert Robinson

## Születések
- január 1. – Vlagyimir Tyitov orosz, szovjet űrhajós
- január 15. – Martin Chalfie Nobel-díjas (megosztva) amerikai neurobiológus
- január 24. – Michio Kaku amerikai elméleti fizikus, a húr-térelmélet egyik megalkotója
- január 29. – Linda Buck Nobel-díjas (megosztva) amerikai molekuláris biológus és neurobiológus
- február 5.– Mary Louise Cleave amerikai űrhajósnő
- február 14. – Phạm Tuân vietnámi pilóta, űrhajós
- március 27. Alekszandr Viktorenko szovjet űrhajós
- április 24. – Roger Kornberg Nobel-díjas amerikai biokémikus
- május 9. – Michael Levitt Nobel-díjas (megosztva) amerikai-izraeli-brit biofizikus
- június 8. – Eric F. Wieschaus Nobel-díjas (megosztva) amerikai genetikus, embriológus
- július 30. – Françoise Barré-Sinoussi Nobel-díjas (megosztva) francia virológus
- szeptember 9. – Bryan Sykes angol humángenetikus († 2020)
- december 5. – Dzsugderdemidín Gurragcsá az első mongol űrhajós és a második ázsiai a világűrben

## Halálozások
- február 12. – Kurt Lewin amerikai-német pszichológus, egyike a modern társadalmi-, szervezeti- és alkalmazott pszichológia úttörőinek (* 1890)
- április 7. – Henry Ford amerikai üzletember, a Ford autógyár alapítója (* 1863)
- május 16. – Frederick Gowland Hopkins angol biokémikus, akit fiziológiai és orvostudományi Nobel-díjjal tüntettek ki (Christian Eijkmannal megosztva) a vitaminok felfedezéséért (* 1861)
- május 20. – Lénárd Fülöp (németül Philipp Eduard Anton (von) Lenard) Nobel-díjas fizikus, egyetemi tanár (* 1862)
- július 15. – Wolf Emil vegyészmérnök, az önálló magyar gyógyszeripar egyik megteremtője (* 1886)
- október 4. – Max Planck Nobel-díjas német fizikus, a kvantummechanika megalapítója (* 1858)
- december 1. – Godfrey Harold Hardy angol matematikus (* 1877)
- december 17. – Johannes Nicolaus Brønsted dán fizikai kémikus, főként sav-bázis elmélete jelentős (* 1879)
- december 30. – Alfred North Whitehead angliai születésű amerikai matematikus, logikus, majd filozófus lett (* 1861)